# Ectogonia albomaculalis
Ectogonia albomaculalis is een vlinder uit de familie van de spinneruilen (Erebidae). De wetenschappelijke naam van de soort is voor het eerst geldig gepubliceerd in 1864 door Bremer.